# 20th Anniversary ALL SINGLES COMPLETE BEST JUST MOVIN' ON 〜ALL THE-S-HIT〜
『20th Anniversary ALL SINGLES COMPLETE BEST JUST MOVIN' ON 〜ALL THE-S-HIT〜 』（トゥエンティース・アニヴァーサリー・オール・シングルス・コンプリート・ベスト・ジャスト・ムーヴィン・オン・オール・ザ・エス・ヒット）は、氷室京介の3枚目のベスト・アルバム。
2008年6月11日にEMIミュージック・ジャパンよりリリース。

## 解説
- ソロデビュー20周年を記念して発売されたベスト・アルバム。
- 20年で発売した全シングル25曲とGLAYとのコラボレーションシングル「ANSWER」を収録しており、東芝EMI、ユニバーサルミュージックとレーベルの枠を超えた選曲となっている。
- ただし「BITCH AS WITCH」と「IN THE NUDE 〜Even not in the mood〜」はそれぞれシングルの両A面曲として発表されたが本作には収録されていないほか、「KISS ME」など一部の表題曲はシングルバージョンではなくアルバムバージョンである。
- DISC 1にはベストアルバム「Case of HIMUROの初回限定盤のみに収録されていた「CLOUDY HEART」が再収録、DISC 2にはGLAYとのコラボレーションシングル「ANSWER」、KAT-TUNの「Keep the faith」のセルフカバー、新曲「Be Yourself」、「LOVER'S DAY」のリアレンジバージョンが収録されている。

## チャート成績
- 7枚目のアルバム『I・DÉ・A』以来10年6か月ぶり、通算9作目のオリコンチャートアルバム1位獲得。これにより、1980年代・1990年代・2000年代の3つの年代での首位獲得を達成した。

## 収録曲

### 一覧
| #         | タイトル               | 作詞               | 作曲      | 編曲                 | 時間  |
| --------- | ---------------------- | ------------------ | --------- | -------------------- | ----- |
| 1.        | 「ANGEL」              | 氷室京介           | 氷室京介  | 氷室京介・吉田建     | 3:49  |
| 2.        | 「DEAR ALGERNON」      | 氷室京介           | 氷室京介  | 氷室京介・吉田建     | 3:48  |
| 3.        | 「SUMMER GAME」        | 氷室京介           | 氷室京介  | 氷室京介・佐久間正英 | 3:27  |
| 4.        | 「MISTY 〜微妙に〜」   | 松井五郎           | 氷室京介  | 氷室京介・佐久間正英 | 4:31  |
| 5.        | 「JEALOUSYを眠らせて」 | 氷室京介・松井五郎 | 氷室京介  | 氷室京介・西平彰     | 4:03  |
| 6.        | 「CRIME OF LOVE」      | 氷室京介           | 氷室京介  | 西平彰・SP≒EED       | 3:52  |
| 7.        | 「Urban Dance」        | 氷室京介           | 氷室京介  | 西平彰               | 4:26  |
| 8.        | 「GOOD LUCK MY LOVE」  | 氷室京介・松井五郎 | 氷室京介  | 西平彰               | 4:22  |
| 9.        | 「KISS ME」            | 松井五郎           | 氷室京介  | 西平彰               | 3:36  |
| 10.       | 「VIRGIN BEAT」        | 松井五郎           | 氷室京介  | ホッピー神山         | 5:21  |
| 11.       | 「魂を抱いてくれ」     | 松本隆             | 氷室京介  | 佐橋佳幸             | 5:14  |
| 12.       | 「STAY」               | 松井五郎           | 氷室京介  | 氷室京介・美久月千晴 | 4:37  |
| 13.       | 「SQUALL」             | 氷室京介・松井五郎 | 氷室京介  | 氷室京介・美久月千晴 | 4:10  |
| 14.       | 「WALTZ」              | 氷室京介           | 氷室京介  | 氷室京介・美久月千晴 | 5:19  |
| 15.       | 「CLOUDY HEART」       | 氷室京介           | 氷室京介  |                      | 5:45  |
| 合計時間: | 合計時間:              | 合計時間:          | 合計時間: | 合計時間:            | 66:20 |

| #         | タイトル                                                   | 作詞               | 作曲      | 編曲                       | 時間  |
| --------- | ---------------------------------------------------------- | ------------------ | --------- | -------------------------- | ----- |
| 1.        | 「NATIVE STRANGER」                                        | 松井五郎           | 氷室京介  | 佐久間正英                 | 4:13  |
| 2.        | 「HEAT」                                                   | 松井五郎           | 氷室京介  | スティーヴ・スティーヴンス | 5:02  |
| 3.        | 「SLEEPLESS NIGHT 〜眠れない夜のために〜」                 | 森雪之丞           | 氷室京介  | スティーヴ・スティーヴンス | 4:54  |
| 4.        | 「ダイヤモンド・ダスト」                                   | 森雪之丞           | 氷室京介  | ポール・バックマスター     | 5:11  |
| 5.        | 「永遠 〜Eternity〜」                                      | 森雪之丞           | 氷室京介  | 氷室京介                   | 4:18  |
| 6.        | 「炎の化石」                                               | 森雪之丞           | 氷室京介  | ジェフ・ボヴァ             | 5:12  |
| 7.        | 「Girls Be Glamorous」                                     | 森雪之丞           | 氷室京介  | 氷室京介                   | 4:26  |
| 8.        | 「Wild Romance」                                           | 森雪之丞           | 氷室京介  | 氷室京介                   | 5:27  |
| 9.        | 「Claudia」                                                | 森雪之丞           | 氷室京介  | 氷室京介                   | 3:58  |
| 10.       | 「EASY LOVE」                                              | 森雪之丞           | 氷室京介  | 氷室京介                   | 4:49  |
| 11.       | 「SWEET REVOLUTION」                                       | 森雪之丞           | 氷室京介  | 氷室京介                   | 3:52  |
| 12.       | 「ANSWER」(GLAY feat. KYOSUKE HIMURO)                      | TAKURO             | TAKURO    | GLAY・佐久間正英           | 5:11  |
| 13.       | 「Keep the faith」                                         | 氷室京介・SPIN     | 氷室京介  |                            | 4:02  |
| 14.       | 「Be Yourself」                                            | 氷室京介・松井五郎 | 氷室京介  | 小倉博和                   | 4:56  |
| 15.       | 「LOVER'S DAY -20th Anniversary Special Arrange Version‐」 | 氷室京介           | 氷室京介  |                            | 5:38  |
| 合計時間: | 合計時間:                                                  | 合計時間:          | 合計時間: | 合計時間:                  | 71:09 |

## 楽曲解説

### DISC 1
1. ANGEL
1stシングル
2. DEAR ALGERNON
2ndシングル
3. SUMMER GAME
3rdシングル
4. MISTY 〜微妙に〜
4thシングル
5. JEALOUSYを眠らせて
5thシングル。ベストアルバム『Collective SOULS 〜THE BEST OF BEST〜』に収録されているバージョン。
6. CRIME OF LOVE
6thシングル
7. Urban Dance
7thシングル
8. Good Luck My Love
8thシングル。4thアルバム『Memories Of Blue』に収録されているバージョン。
9. KISS ME
9thシングル。4thアルバム『Memories Of Blue』に収録されているバージョン。
10. VIRGIN BEAT
10thシングル。5thアルバム『SHAKE THE FAKE』に収録されているバージョン。
11. 魂を抱いてくれ
11thシングル。6thアルバム『MISSING PIECE』に収録されているバージョン。
12. STAY
12thシングル
13. SQUALL
13thシングル
14. WALTZ
14thシングル
15. CLOUDY HEART
ベストアルバム『Case of HIMURO』初回限定盤収録曲。BOØWYの「CLOUDY HEART」のセルフカバー。

### DISC 2
1. NATIVE STRANGER
15thシングル。
2. HEAT
16thシングル。ベストアルバム『Case of HIMURO』に収録されているバージョン。
3. SLEEPLESS NIGHT 〜眠れない夜のために〜
17thシングル。
4. ダイヤモンド・ダスト
18thシングル。
5. 永遠 〜Eternity〜
19thシングル。
6. 炎の化石
20thシングル
7. Girls Be Glamorous
21stシングル
8. Wild Romance
23rdシングル。
9. Claudia
22ndシングル
10. EASY LOVE
24thシングル「EASY LOVE/BITCH AS WITCH」の1曲目。11thアルバム『IN THE MOOD』に収録されているバージョン。
11. SWEET REVOLUTION
25thシングル「SWEET REVOLUTION／IN THE NUDE 〜Even not in the mood〜」の1曲目。11thアルバム『IN THE MOOD』に収録されているバージョン。
12. ANSWER
GLAY feat. KYOSUKE HIMURO名義でリリースした曲。氷室京介のアルバム初収録。
13. Keep the faith
KAT-TUNに提供した楽曲「Keep the faith」のセルフカバー（KAT-TUNの「Keep the faith」とは歌詞に変更がある。）
GLAYのHISASHIと共に制作された。
14. Be Yourself
新曲。“突き動かされる衝動” と “喘ぎ”をテーマに制作された。この曲を制作したきっかけは以前、GLAYのベーシスト、JIROから誕生日プレゼントに貰ったベースの音が気に入ったのがきっかけ、と明かしている（ポッドキャストの発言より）。 松井五郎との共同作詞である事に加え、編曲に山弦の小倉博和、ベースには亀田誠治が参加している。
15. LOVER'S DAY -20th Anniversary Special Arrange Version‐
5thシングル「JEALOUSYを眠らせて」のカップリング曲。ストリングスバージョンとして新録。
2019年にリブ・マックスの第2弾CMソング(リゾート編)として採用された[1]。

## 演奏
LOVER’S DAY 20th Anniversary Special Arrange Version
- デヴィッド・キャンベル：Strings Arrange
- 斎藤有太：Acoustic Piano & Piano Arrange

Be Yourself
- 小倉博和：Arrange, Recording Producer, Electric Guitar & Acoustic Guitar
- 亀田誠治：Bass
- 河村“カースケ”智康：Drums & Tambourine
- 四家卯大：Cello & Strings Arrange
- 沖祥子：1st Violin
- 伊勢三木子：2nd Violin
- 関明子：Viola

Keep the faith
- HISASHI (GLAY)：Guitar & Guitar Arrange
- ビリー・モルター：Bass
- チャーリー・パクソン：Drums

## ライブ映像作品
シングル曲については各作品の項目を参照
Keep the faith
- 20th ANNIVERSARY TOUR 2008 JUST MOVIN' ON -MORAL〜PRESENT-
- 20th Anniversary TOUR 2008 JUST MOVIN' ON -MORAL〜PRESENT- Special Live at the BUDOKAN

Be Yourself
- 20th ANNIVERSARY TOUR 2008 JUST MOVIN' ON -MORAL〜PRESENT-
- 20th Anniversary TOUR 2008 JUST MOVIN' ON -MORAL〜PRESENT- Special Live at the BUDOKAN

LOVER'S DAY -20th Anniversary Special Arrange Version‐
- 20th ANNIVERSARY TOUR 2008 JUST MOVIN' ON -MORAL〜PRESENT-
- 20th Anniversary TOUR 2008 JUST MOVIN' ON -MORAL〜PRESENT- Special Live at the BUDOKAN